# 镇康路
镇康路，元朝时设置的路。今云南省镇康县、永德县。

## 沿革
镇康路在柔远路之南，兰江以西。辖境包括石睒，黑僰居于此。中统初年，内附蒙古，至元十三年（1276年）立为镇康路，隶宣抚司。明朝洪武十五年（1382年）改为镇康府。